# Итыркале
Итыркале (чечен. Иттар-кхелли)— покинутый аул в Галанчожском районе Чеченской Республики.

## География
Расположен на востоке от районного центра Галанчож.
Ближайшие развалины аулов: на юго-западе — село Акка, на юго-востоке село Кереты, на юге сёла — Ирзиткале и Чиконди-Паде.

## История
Аул Итыркале был ликвидирован в 1944 году во время депортации чеченцев. После восстановления Чечено-Ингушской АССР в 1956 году чеченцам было запрещено селиться в данном районе.